# 胡金魁
胡金魁（1906年—1982年），男，江西峡江人，中华人民共和国政治人物，曾任中共湖北省委统战部部长，湖北省人大常委会副主任，湖北省政协副主席，第三、五届全国人大代表，第三届全国政协委员。